# Jimmy Wright
James Leroy "Jimmy" Wright (California, 28 de marzo de 1959-25 de noviembre de 2022) fue un jugador de baloncesto estadounidense. 

## Carrera deportiva
Con 2.05 de estatura, jugaba en la posición de pívot. Es el padre del jugador español Devin Wright, que ha hecho carrera en las divisiones inferiores del baloncesto español. Durante su estancia en Lugo participó en la película de Mario Camus La vieja música, en la que interpretó uno de los papeles principales.

## Equipos
- 1983-1984:  Peñas Huesca
- 1984-1986:  Breogán Lugo
- 1986-1987:  Peñas Huesca
- 1988-1989:  CB Girona